# Grotta di Fontéchevade
La Grotta di Fontéchevade è un sito archeologico che si trova in una grotta nei pressi di Orgedeuil nella Nuova Aquitania, noto per la scoperta nel 1947 di antichi resti umani e strumenti risalenti a un periodo compreso tra 200 000 e 120 000 anni fa. I fossili sono costituiti da due frammenti di cranio.